# Girls United – Alles auf Sieg
Girls United – Alles auf Sieg (Originaltitel: Bring It On: In It to Win It) ist eine US-amerikanische Sportkomödie des Regisseurs Steve Rash. Die Hauptrollen spielen Ashley Benson und Cassie Scerbo. Dieser vierte Teil der Girls-United-Reihe erschien 2008 als Direct-to-DVD-Produktion.

## Handlung
Die Cheerleadermannschaft „East High Jets“ unter der Führung von Brooke sind seit drei Jahren die ungeschlagenen Sieger der „Cheer Camp Nationals“, doch die „West High Sharks“ unter der Führung von Carson machen ihnen Konkurrenz. Beide Teams können sich gegenseitig nicht leiden und das führt zu Provokationen und „Cheer Battles“.
Kaum im Camp angekommen, will die ehrgeizige Anführerin Carson sofort die Choreografie proben. In der Lobby kommt es zu einer kleinen Auseinandersetzung zwischen Carson und Brooke. Auch beim Proben am Pool treffen die Sharks auf Brooke und Chelsea.
Später im Park trifft Carson auf den sympathischen Jungen Penn, in den sie sich Hals über Kopf verliebt. Anfangs weiß sie jedoch nicht, dass er Cheerleader bei den Jets ist und er weiß auch nicht, dass sie im gegnerischen Team Cheerleaderin ist. Als Brooke davon Wind bekommt, dass Carson Penn gefällt, versucht sie alles, um das Verhältnis zwischen den beiden zu verschlechtern, doch Penn ist es egal, dass Carson Captain der Sharks ist. Auf der Eröffnungsfeier erfährt Carson, dass Penn bei den Jets ist. Am Pool kommt es zu einem Cheer Battle zwischen den beiden Mannschaften, aus dem die Sharks als Sieger hervorgehen. Zum Abschluss küsst Brooke Penn, um Carson eifersüchtig zu machen. Daraufhin lehnt Carson alle Anrufe von Penn ab. Beim Essen bekommen die Sharks den Spirit Stick von Pepper, nachdem die Jets ihn hatten. Der Spirit Stick ist sozusagen ein Glücksbringer und dem Team, welches den Spirit Stick verliert oder verlegt, soll Legenden nach ein Fluch auferlegt sein, der Unglück mit sich bringt.
Ausgerechnet dann, als Carson auf den Stick aufpassen soll, überredet Penn sie, mit ihm hinauszugehen. Zu diesem Zeitpunkt verschwindet der Spirit Stick und Carson vermutet, dass die Jets ihn gestohlen haben, damit ihr Team verflucht wird. Auch Penn beschuldigt sie und behauptet, dass er nur ein Ablenkungsmanöver gewesen sei. In ihrer Wut verrät sie Penns Geheimnis vor seinem Team und das Verhältnis zwischen den beiden ist sehr angeschlagen. Im Anschluss an das Verschwinden des Spirit Sticks läuft es für das Team nicht so gut, bis alle glauben, dass sie nun wirklich verflucht seien. Als alle dann genug vom Pech haben, beschließen sie, ein Cheer-Ritual zu veranstalten. Kurz darauf treffen sie sich um Mitternacht und wollen den Dieben des Stabs das Unglück anhängen. Im weiteren Verlauf des Abends kommt es wieder zu einem Cheer-Duell zwischen den Sharks und den Jets, bei dem sich mehrere Tänzer verletzen und disqualifiziert werden. Da keines der Teams nun eine vollständige Anzahl an Tänzern hat, um bei den Nationals anzutreten, sollen beide Teams nach Hause fahren. Die Sharks glauben nicht mehr, dass die Jets den Spirit Stick gestohlen haben, sodass sie kurz vor der Abfahrt entscheiden, dass die Teams zusammenarbeiten werden, um sich den Sieg gegen die „Flamingos“ zu holen. Sie einigen sich darauf, sich nun „Shets“ zu nennen, im Sinne der Vereinigung.
Später kommt es wieder zu einer Auseinandersetzung beim Proben, aber Aeysha einigt sich mit Carson darauf, dass sie und Brooke sich nicht mehr miteinander streiten. Es werden auch Geheimnisse gelüftet, z. B., dass Ruben gar nicht schwul ist und dass Sarah das Cheerleaden in Wahrheit Spaß macht und dass Carson Angst hat. Auch Penn beichtet seinem Vater, dass er nicht in einem Kampfsportcamp ist, sondern in einem Camp für Cheerleader. Die beiden Cheerleader Captains verstehen sich immer besser und später beschließen sie, dass sie die Flamingos unter die Lupe nehmen. Sie finden heraus, dass die Flamingos sich stark verbessert haben, und Carson hat nun Angst, dass sie gegen die Flamingos verlieren, und versucht sich deshalb einen verblüffen Move auszudenken. Dabei stößt sie auf die Achterbahn „den Doppeldrachen“ und bezieht in ihre Choreografie einen Move ein, der der Bewegung der Achterbahn ähnelt.  Während der Nationals bekommt Carson wieder Angst, dass sie gegen die Flamingos verlieren, weil sie denkt, dass immer noch der Fluch wegen des Spirit Stick auf ihnen liege. Brooke macht ihr Mut und kurz darauf treten sie auf.
Die „Prairiedogs“ belegen den dritten Platz, die „Flamingos“ den zweiten und die „Shets“ bekommen die Trophäe für den ersten Platz. Damit dürfen die Shets auf Welttournee gehen. Am Ende des Films stellt sich heraus, dass Vance Voorhees den Spirit Stick gestohlen hat und Penn und Carson küssen sich.

## Kritik
Das Lexikon des internationalen Films urteilte: „Vierter Teil der Bring It On"-Serie. Stromlinienförmige Teenager-Unterhaltung mit "West Side Story"-Anleihen und allen Klischees für ein tanzfreudiges weibliches Publikum.“

## Weitere Girls-United-Filme
- 2000: Girls United (Bring It On)
- 2004: Girls United Again (Bring It on Again)
- 2006: Girls United – Alles oder Nichts (Bring It On: All or Nothing)
- 2009: Girls United – Gib Alles! (Bring It On: Fight to the Finish)
- 2017: Girls United – Der große Showdown (Bring It On: Worldwide #Cheersmack)